# Rimae Bode
Le Rimae Bode sono una struttura geologica della superficie della Luna.